# Jan Schrumpf

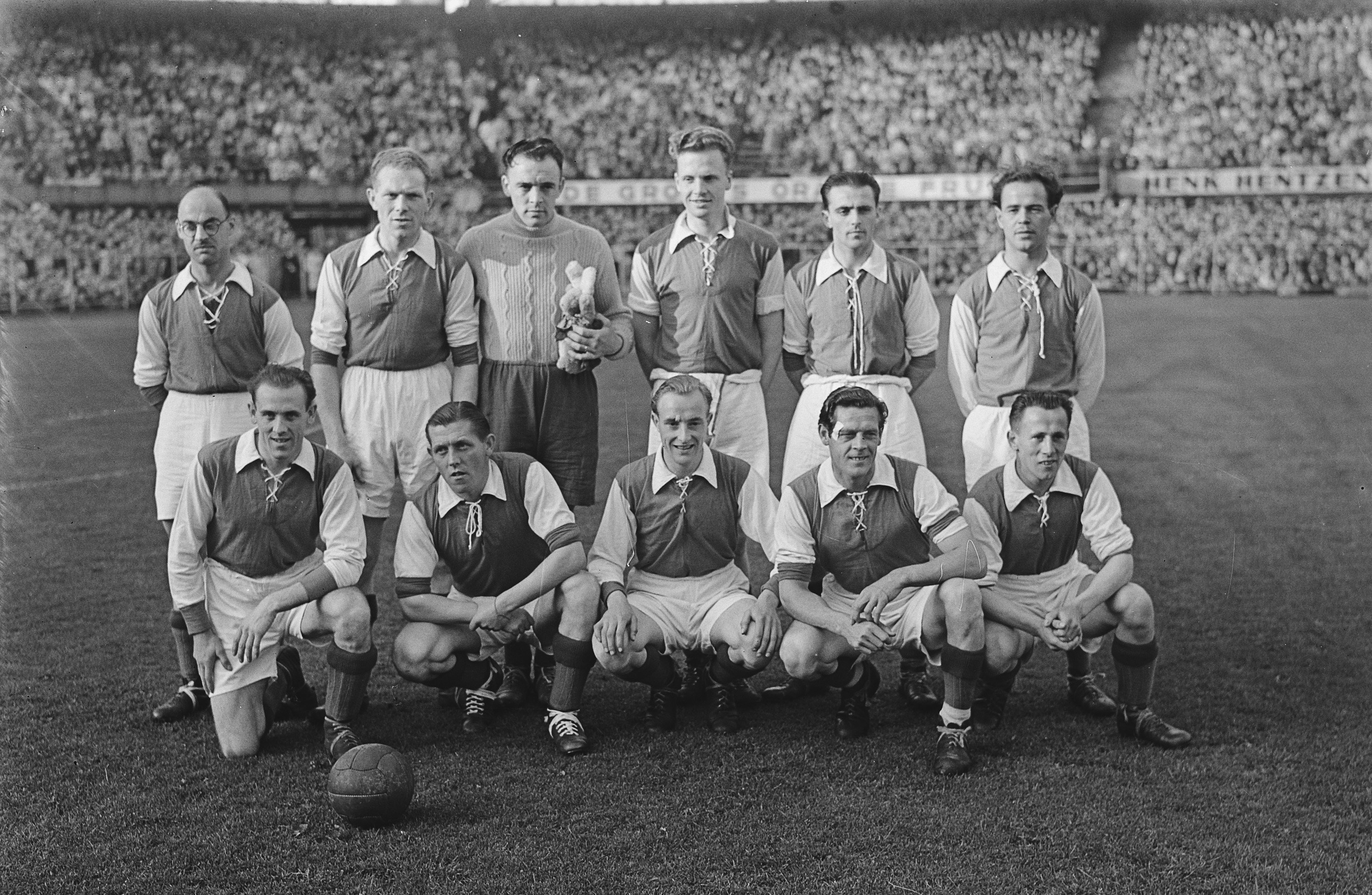
Schrumpf in het kampioenselftal van SVV (1949)

Johannes Jan  Schrumpf (Schiedam, 9 november 1921 – aldaar, 25 juni 2007) was een Nederlands voetballer die als aanvaller speelde.
Schrumpf speelde vanaf zijn tiende voor SVV. Direct na de Tweede Wereldoorlog speelde hij kort voor Juliana, dat reeds betaalde. SVV haalde hem snel terug en met die club werd hij in 1949 Nederlands kampioen. Hij bouwde af bij Martinit. Op 16 april 1950 speelde hij eenmalig voor het Nederlands voetbalelftal in een vriendschappelijke wedstrijd in en tegen België die door België met 2-0 werd gewonnen. Hij dreef een café in Schiedam en was duivenmelker.